# Амалия фон Нойенар-Алпен
Амалия фон Нойенар-Алпен (на немски: Amalia von Neuenahr-Alpen; * 6 април 1539, дворец Алпен; † 10 април 1602, Алпен в региона на Дюселдорф) е чрез наследство управляваща графиня на Графство Лимбург (1589 – 1602) и чрез женитби графиня на Бредероде в Нидерландия и курфюрстка на Пфалц (1569 – 1576).

## Живот
Тя е най-голямата дъщеря на граф Гумпрехт II фон Нойенар-Алпен (1503 – 1556), граф на Графство Лимбург, и първата му съпруга Анна фон Бронкхорст († 1 октомври 1529), дъщеря на Фридрих фон Бронкхорст († 1508) и Матхилда фон Берг 'с Хееренберг († 1539).
Тя е на три години, когато майка ѝ умира. Баща ѝ се жени отново (за трети път) на 20 ноември 1542 г. за Амьона фон Даун (1520 – 1582), дъщеря на граф Вирих V фон Даун-Фалкенщайн. Така Амалия е полусестра на граф Адолф фон Нойенар († 1589) и Магдалена († 1627), омъжена на 26 юли 1573 г. за граф Арнолд II (IV) фон Бентхайм-Текленбург (1554 – 1606). Тя наследява със сестра си Магдалена през октомври 1589 г. брат им Адолф.
Амалия се омъжва през януари 1557 г. във Вианен, провинция Утрехт, за Хайнрих фон Бредероде (* 20 декември 1531, Брюксел; † 15 февруари 1568, дворец Хорнебург при Реклингхаузен), бургграф на Утрехт, граф на Вианен. Бракът е бездетен.
- Герб на фамилията Бредероде
- Останки от замък Бредероде

След смъртта на Хайнрих тя се омъжва за втори път на 25 април 1569 г. в Хайделберг за пфалцграф и курфюрст Фридрих III фон Пфалц (* 14 февруари 1515, Зимерн; † 24 или 26 октомври 1576, Хайделберг) от фамилията на Вителсбахите. Тя е втората му съпруга. Бракът остава бездетен.
След смъртта на нейния втори съпруг Фридрих III, Амалия е от 1579 до 1587 г. регентка в господството Вианен, което е наследила от нейния първи съпруг. През 1589 г. тя наследява от нейния полубрат Адолф графството Лимбург и 1590 г. получава от нейната полусестра Магдалена правата над господството Алпен, Хелпенщайн, господството Линеп и наследствения фогтай Кьолн.
През 1596 г. испанците окупират господството Алпен и започват с контрареформацията. Мориц Орански успява през 1597 г. отново да го освободи. През 1600 г. Амалия се връща обратно в Алпен, премахва контрареформацията и живее там през последните си години като регентка. Тя умира на 10 април 1602 г. в дворец Алпен и е погребана на 20 април в гробницата на евангелската църква в Алпен. Хайнрих фон Бредероде, нейният първи съпруг, който бил погребан в Гемен, е преместен в Алпен и е погребан до Амалия.